# Katedra w Ceucie
Katedra Najświętszej Maryi Panny Wniebowziętej w Ceucie - katedra przy placu Plaza de Africa w położonej w Afryce zamorskiej eksklawie Hiszpanii. Aktualny budynek został wzniesiony na miejscu VI-wiecznej chrześcijańskiej świątyni i ukończony w 1726 roku oraz odnowiony w połowie XX wieku.
Katedra posiada renesansowy portal wykonany z marmuru oraz barokowy ołtarz w kaplicy Santísmo.
We wnętrzu katedry działa małe muzeum gromadzące różnorodne religijne przedmioty oraz złote ozdoby pochodzące nawet z XVII wieku.